# Онстведде
Онстведде (нід. Onstwedde, нід. вимова: [ɔnstˈʋɛdə]) — село в нідерландській провінції Гронінген. Входить до муніципалітету Стадсканал.
Його площа становить 40,57км², а населення станом на 2021 рік складало 2 960 осіб.
Перші згадки про населений пункт датуються 875-им роком.

## Галерея

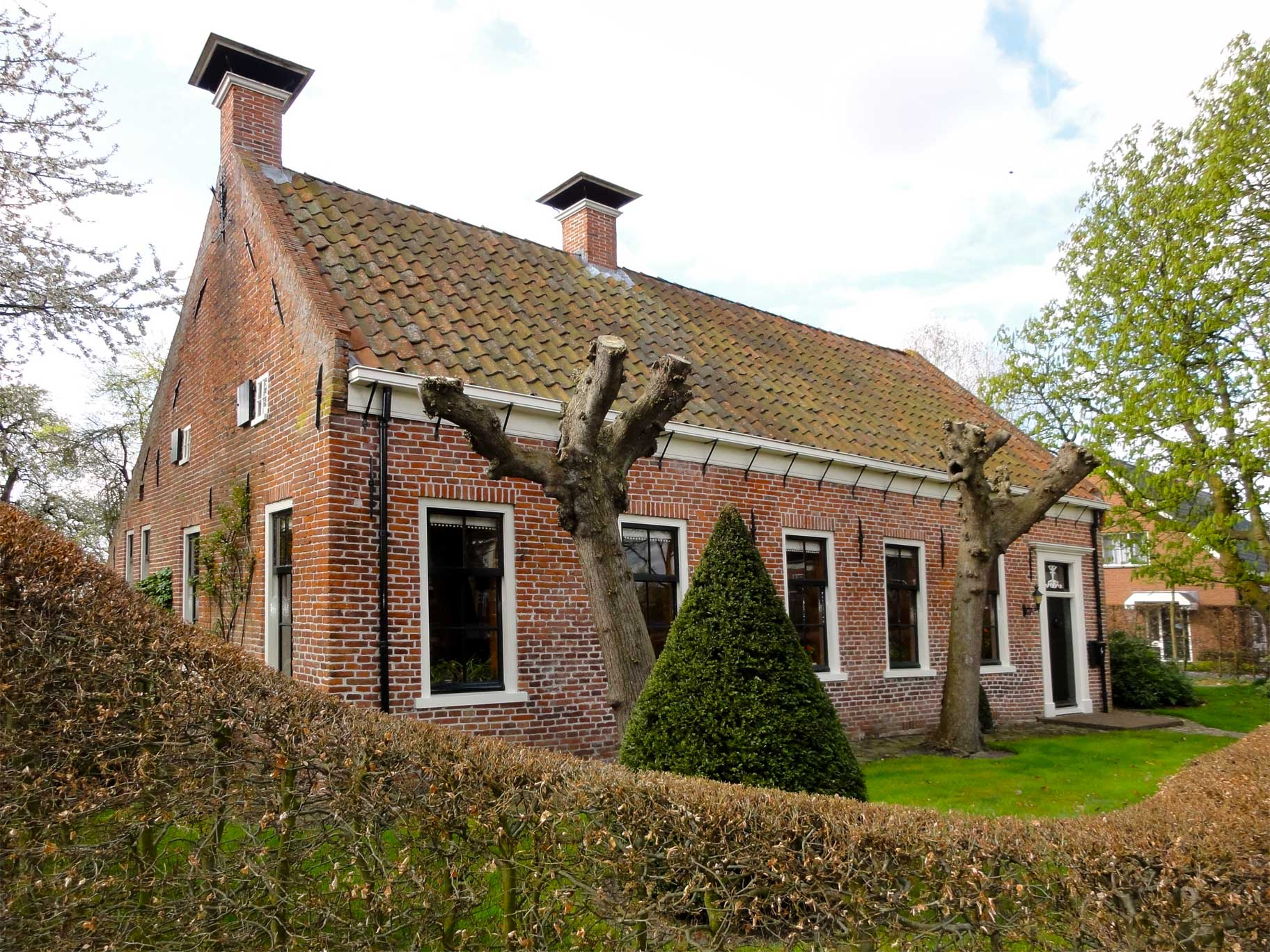
Будівля колишньої мерії
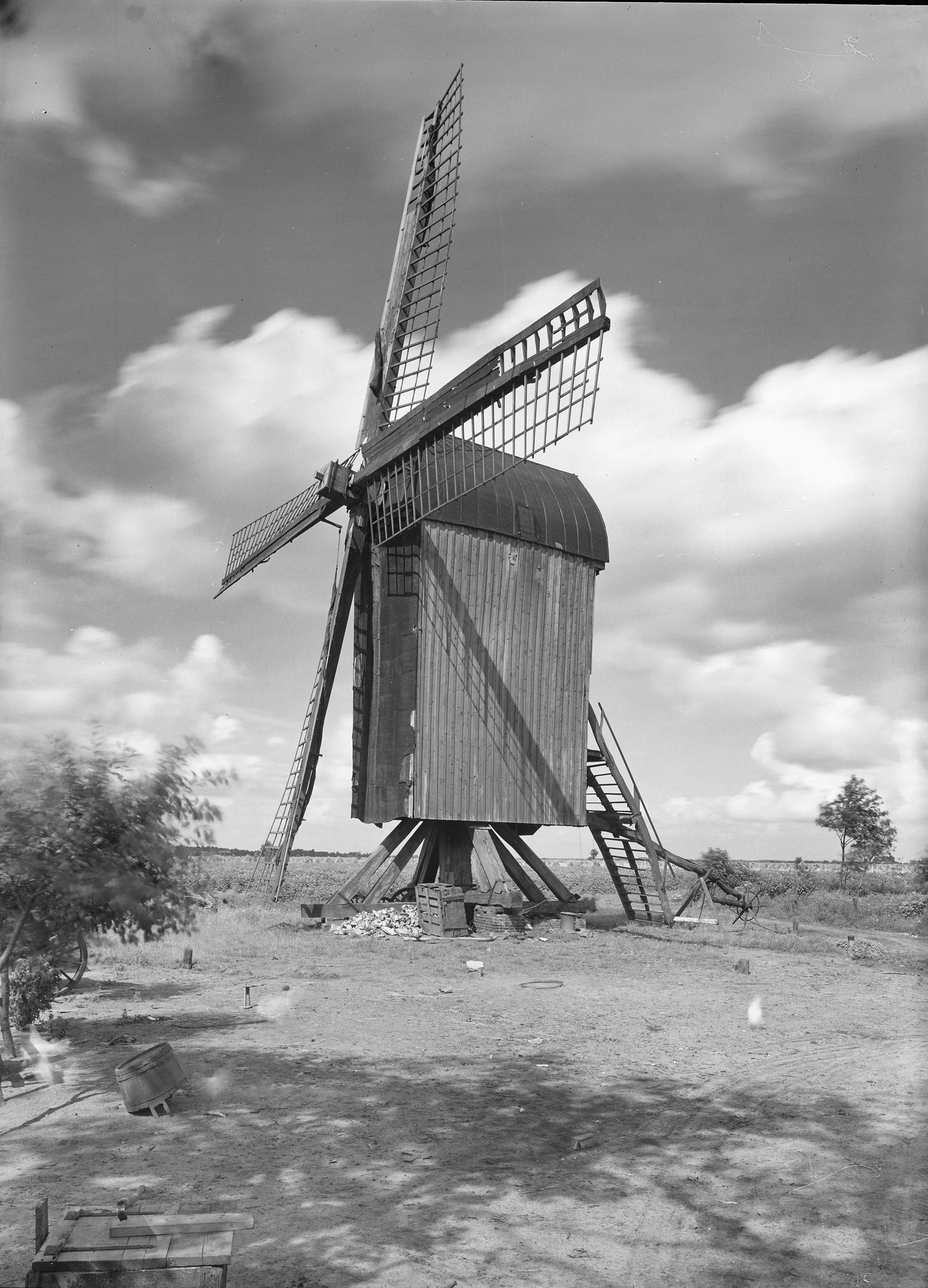
Вітряк (1936)
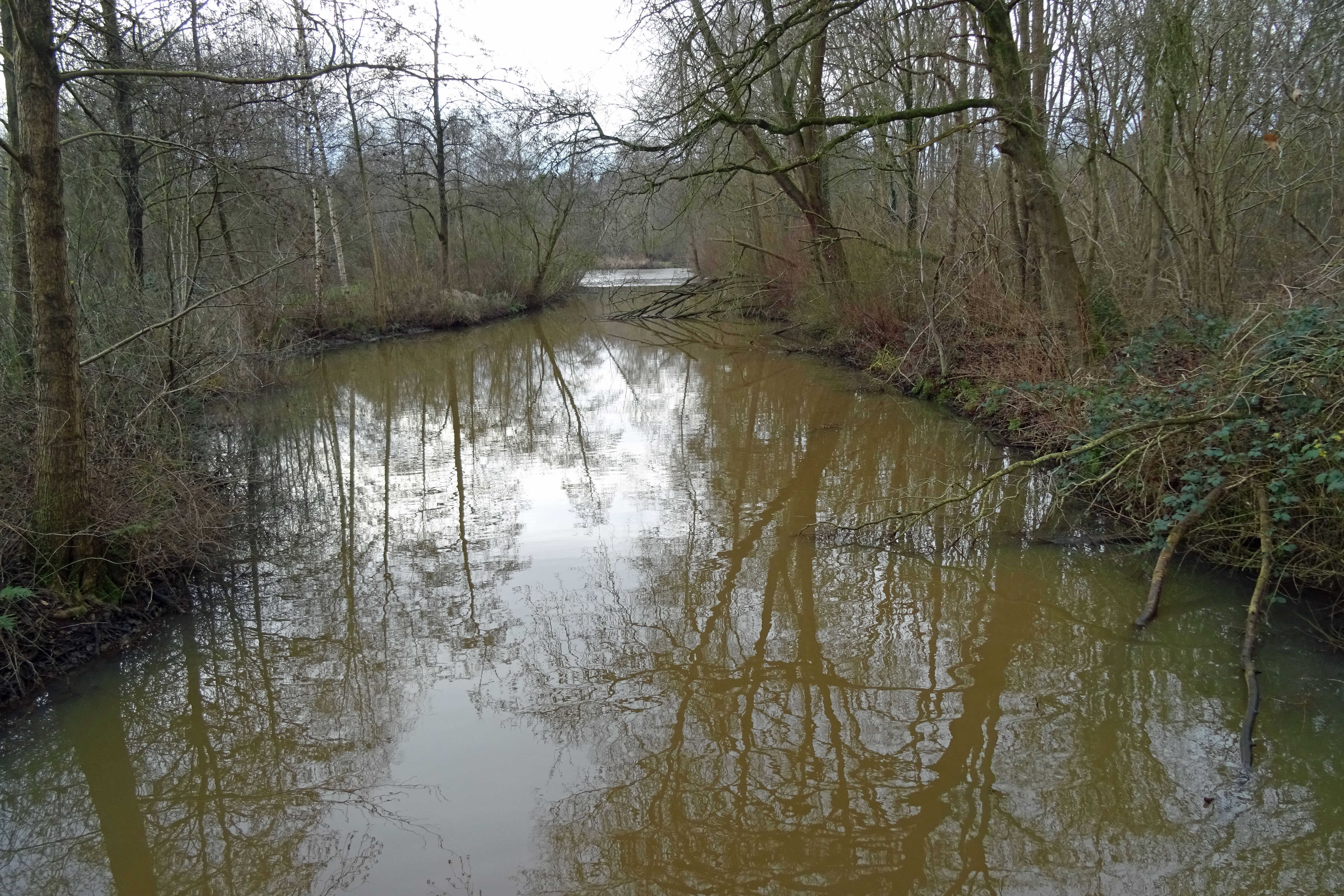
Болота поблизу села